# Mujeres al borde de un ataque de nervios
Mujeres al borde de un ataque de nervios is een film uit 1988 van de Spaanse regisseur Pedro Almodóvar. De film, een tragikomedie, werd internationaal goed ontvangen en werd een jaar later genomineerd voor de Oscar voor de beste niet-Engelstalige film.
De titel betekent letterlijk "Vrouwen op de rand van een zenuwinzinking" en bevat ook een groot aantal scènes waarin de actrices hysterische driftbuien krijgen door allerlei omstandigheden. Er speelt een redelijk aantal bekende actrices in mee, waaronder Carmen Maura, Rossy de Palma en Chus Lampreave. Ook de internationaal toen nog onbekende Antonio Banderas heeft in deze film een rol. Het verhaal speelt zich geheel af in Madrid.

## Verhaal
Televisieactrice Pepa Marcos is depressief omdat haar vriend Iván haar heeft verlaten. Beide zijn stemacteurs die buitenlandse films nasynchroniseren, zoals Johnny Guitar met Joan Crawford en Sterling Hayden. Iván heeft dezelfde zoetgevooisde stem die hij in zijn werk gebruikt. Hij staat op het punt om op reis te gaan en heeft Pepa gevraagd om zijn spullen in te pakken in een koffer die hij later zal ophalen.
Pepa komt thuis en vindt haar antwoordapparaat vol met verwoede berichten van haar vriendin Candela; ze rukt de telefoon eruit en gooit hem uit het raam op het balkon. Candela arriveert; voordat ze haar situatie kan uitleggen, arriveert Carlos (Iván’s zoon met Lucía, zijn vorige geliefde) met zijn snobistische verloofde Marisa. Ze zijn op zoek naar een appartement en hebben Pepa’s penthouse uitgekozen om te bezichtigen. Carlos en Pepa achterhalen elkaars relatie tot Iván; Pepa wil weten waar Iván is, maar Carlos weet het niet. Candela probeert zelfmoord te plegen door van het balkon te springen.
Een verveelde Marisa besluit gazpacho uit de koelkast te drinken, niet wetende dat er slaappillen in zitten. Candela legt uit dat ze een affaire had met een Arabier die haar later met een paar vrienden bezocht. Ze weet niet dat het een sjiitische terroristische cel is. Als de terroristen vertrekken, vlucht Candela naar Pepa's huis; ze vreest dat de politie achter haar aanzit. Pepa gaat naar een advocaat die Carlos heeft aanbevolen.
De advocaat, Paulina, gedraagt zich vreemd en heeft tickets naar Stockholm. Candela vertelt Carlos dat de sjiieten van plan zijn om die avond een vlucht naar Stockholm te kapen en om te leiden naar Beiroet, waar ze een vriend hebben die gearresteerd is. Carlos repareert de telefoon, belt de politie, hangt op voordat ze (volgens hem) het gesprek kunnen traceren en kust Candela. Pepa komt terug; Lucía belt en zegt dat ze langskomt om haar te confronteren met Iván. Carlos zegt dat Lucía onlangs is ontslagen uit een psychiatrische inrichting. Pepa is Iván beu en gooit zijn koffer naar buiten (hij mist hem net); hij laat een boodschap achter.
Pepa keert terug naar haar appartement en hoort Carlos “Soy Infeliz” van Lola Beltrán spelen. Ze gooit de plaat uit het raam en raakt Paulina. Pepa hoort Iván’s boodschap, rukt de telefoon eruit en gooit het antwoordapparaat uit het raam. Lucía arriveert met de telefoonreparateur en de politie, die het telefoontje van Carlos heeft getraceerd. Candela raakt in paniek, maar Carlos serveert de gazpacho. De politieagenten en de reparateur worden uitgeschakeld en Carlos en Candela vallen op de bank in slaap; Lucía richt een politiepistool op Pepa, die erachter komt dat Iván met Paulina naar Stockholm gaat en dat hun vlucht de vlucht is die de terroristen van plan zijn te kapen. Lucía zegt dat ze deed alsof ze gek was toen ze Iváns stem hoorde in een nagesynchroniseerde buitenlandse film. Ze gooit de gazpacho in Pepa's gezicht en haast zich naar het vliegveld om Iván te vermoorden.
Pepa achtervolgt haar in een taxi met haar buurvrouw Ana. Op het vliegveld ziet Lucía Iván en Paulina bij de beveiliging en richt haar pistool op hen. Pepa verijdelt de moordpoging door een bagagekarretje naar Lucía te rollen, voordat ze flauwvalt. Iván schiet Pepa te hulp en verontschuldigt zich voor de manier waarop hij haar heeft behandeld. Pepa verklaart echter dat het nu te laat is en vertrekt. Ze keert terug naar haar huis, dat een puinhoop is. Pepa zit op haar balkon, waar Marisa net wakker is geworden. De vrouwen kletsen, delen een moment van rust en Pepa onthult eindelijk wat ze Iván wilde vertellen: ze is zwanger.

## Rolverdeling
| Acteur               | Personage        |
| -------------------- | ---------------- |
| Carmen Maura         | Pepa Marcos      |
| Antonio Banderas     | Carlos           |
| Julieta Serrano      | Lucía            |
| Rossy de Palma       | Marisa           |
| María Barranco       | Candela          |
| Kiti Manver          | Paulina Morales  |
| Guillermo Montesinos | Taxichauffeur    |
| Chus Lampreave       | Jehova's getuige |
| Eduardo Calvo        | Vader van Lucía  |
| Loles León           | Secretaresse     |
| Fernando Guillén     | Iván             |

## Prijzen
De film sleepte een groot aantal Goya’s in de wacht, waaronder:
- Beste film
- Beste actrice in een hoofdrol (Carmen Maura)
- Beste actrice in een bijrol (María Barranco)
- Beste scenario (Pedro Almodóvar)
- Beste montage (José Salcedo)